# Konstantínos Sapountzákis
Konstantínos Sapountzákis (en grec moderne : Κωνσταντίνος Σαπουτζάκης ; 1846-1931) était un général grec qui commanda l'Armée d'Épire lors des guerres balkaniques.
Fils de Vassilis Sapountzákis, il est né à Réthymnon en Crète en 1846. Il partit à Athènes étudier à l'Académie militaire hellénique. Il revint en Crète en 1867 prendre part aux côtés de son père à la révolte crétoise.
Il partit ensuite terminer ses études en Allemagne, Grande-Bretagne et France. De retour en Grèce, il devint professeur à l'Académie militaire hellénique. Il fit partie de l'état-major de son élève, le prince héritier, le diadoque Constantin, lors de la guerre de 1897 contre l'Empire ottoman.
En 1912, lors de la Première Guerre balkanique, il commanda l'Armée d'Épire, avec laquelle il conquit Ioannina le 6 mars 1913. Il marcha ensuite vers l'Épire du Nord.